# 大学城南站 (昆明市)
大学城南站是昆明地铁1号线的地铁车站，位于中华人民共和国云南省昆明市呈贡区云南白药街与欣惠路交叉口，为1号线主线南端终点站，亦是昆明地铁系统最南端车站，于2013年5月20日开通。

## 车站结构
大学城南站位于云南白药街与欣惠路交叉口，沿云南白药街设置，呈东西走向，为地下两层岛式站台车站，车站长396米，宽20米，车站地下一层为站厅层，地下二层为站台层，站台设置全高站台门。车站东侧设有一条单渡线，西侧设置两条出入段线连通大梨园车辆段。
| 地面              | 出入口 | A、C、D出入口                                                                                           |
| 地下一层          | 站厅   | 客服中心、自动售票机、验票机                                                                            |
| 地下二层          | 站台   | \| \| \| █ 1号线落客 \| \| 島式 · 開左邊车门 \| \| \| \| \| \| █ 1号线往 █ 2号线北部汽车站（大学城） \| |
|                   |        | █ 1号线落客                                                                                             |
| 島式 · 開左邊车门 |        | |
|                   |        | █ 1号线往 █ 2号线北部汽车站（大学城）                                                                   |

## 出入口
大学城南站目前开放3个出入口，但未设置无障碍设施，各出口及周围设施如下所示：
| 编号     | 地点       | 建议前往的目的地 | 照片 |
| -------- | ---------- | --- | ---- |
| 出口 · A | 云南白药街 | 蓝光天娇城、时代俊园（政法小区）、广电苑、远洋新干线小区、怡香天苑小区、观山苑、四川师范大学附属昆明实验学校、中华小学时代俊园校区 |      |
| 出口 · C | 云南白药街 | 颐明园小区、云南开放大学（云南国防工业职业技术学院）                                                                               |      |
| 出口 · D | 欣惠路     | 云南开放大学（云南国防工业职业技术学院）、大梨园村、春之南鹏达都市农庄                                                             |      |

## 接驳交通

### 公交车
- 云南白药街(颐明园)：265路，C85路，CJK5路，K19路，Z126路，Z15路
- 大学城南地铁站C口：Z15路
- 大学城南地铁站D口：高新区通勤A线，高新区通勤B线，临6路，临7路

## 车站历史
本站建设时期工程名为广电大学站，开通前确定以大学城南站作为车站正式名称。
- 2010年6月19日，车站主体结构封顶[2]。
- 2013年5月20日，车站随1号线南段通车开通[1]。
- 2020年1月30日，受新冠疫情影响，车站暂停运营[5]。3月18日，车站恢复运营[6]。